# Gil Sergipano
José Adagilton Alves Santana, mais conhecido como Gil Sergipano (Tobias Barreto, 3 de fevereiro de 1964), é um ex-futebolista brasileiro que atuava como volante e atualmente é técnico de futebol.

## Carreira

### Jogador
Iniciou a carreira profissional no Itabaiana, clube em que mais tarde se tornaria treinador.
Do Tricolor seguiu para o EC Bahia, em 1987. No Tricolor Baiano, viveu os grandes momentos da carreira. No ano de estreia, foi lançado como titular pelo lendário técnico Fantoni e ajudou o time a conquistar o campeonato baiano.
Em 1988, mesmo com a troca de técnico e a chegada de Evaristo de Macedo, Gil continuou como titular da equipe. A aplicação de Gil e a simpatia do chefe lhe renderam o posto de titular em 27 dos 29 jogos da campanha que levou o Tricolor à conquista do Campeonato Brasileiro de 1988, sob comando de Evaristo. Foi Gil o autor do gol da vitória sobre o Fluminense, na semifinal do Brasileirão, numa Fonte Nova lotada por mais de 110 mil pessoas – o maior público do estádio em todos os tempos. O triunfo classificou o Esquadrão de Aço para a final.
Pela primeira partida da Taça Libertadores da América de 1989, foi autor de um golaço contra o Internacional, na vitória do Bahia por 2–1 no Estádio Beira-Rio.
Gil conquistou ainda os estaduais de 1988 e 1991 pelo Bahia, antes de deixar o clube, em 1993.
Foi para o Vitória, consagrando-se vice-campeão brasileiro contra o Palmeiras em 1993.
Passou também por Náutico, Rio Branco-SP, São José-SP, Santa Cruz e Paraguaçuense, antes de encerrar a carreira em 1997, em virtude de uma lesão nos ligamentos no joelho, que o fez passar por três cirurgias.

### Treinador
Em 2000, Gil voltou ao futebol. A convite do amigo Evaristo de Macedo, assumiu o cargo de auxiliar técnico do Bahia. Na nova função, foi Bicampeão do Nordeste (2001 e 2002), e Campeão Baiano (2001). Além de Evaristo, trabalhou com os técnicos Bobô e Candinho.
Foi também técnico interino do Bahia em 2003 e do Itabaiana em 2006.
Em 2008, assumiu o humilde time de sua terra natal, o Sete de Junho de Tobias Barreto, e consagrando-se campeão da segunda divisão invicto do Campeonato Sergipano. Em 2009, pelo mesmo time, chegou na terceira colocação da primeira divisão do Campeonato Sergipano, onde foi eleito o melhor treinador do campeonato.
Treinou o Olímpico de Itabaianinha na reta final do Sergipano de 2012 e ajudou o clube a se livrar do rebaixamento.
Em 2013, ele voltou a treinar o Dragão da Zona Sul.
No dia 16 de março de 2015, Gil Sergipano assumiu pela primeira vez o time do Amadense Esporte Clube, time de sua cidade natal e disputou sua primeira Copa do Brasil como treinador.  
Após a eliminação do Amadense na Copa do Brasil 2015, Gil Sergipano retornou ao comando do Sete de Junho EC, após treinar a equipe em 2012.
Gil Sergipano comandou o Galo do Rio Real no Campeonato Sergipano da Série A em 2015, onde buscou o tricampeonato para o clube e o retorno a elite do futebol Sergipano.
Em 2017, iniciou a temporada no Estanciano tendo Luiz Juresco (ex-técnico do Canarinho) como auxiliar, depois assumiu o Amadense e no segundo semestre foi contratado para comandar o Sete de Junho na Série A-2 do Campeonato Sergipano.
Em fevereiro de 2019, assumiu o Frei Paulistano na reta final da primeira fase do Campeonato Sergipano.

## Títulos
Bahia
- Campeonato Baiano: 1988 e 1991
- Campeonato Brasileiro: 1988[10][11]